# Сундук (мультфильм)
«Сундук» — советский короткометражный музыкальный мультфильм, созданный в 1986 году режиссёром Юлианом Калишером по сценарию Юрия Коваля, написанному по собственным песням. В мультфильме соединены кукольные, рисованные, пластилиновые элементы, а также видео фрагменты с живыми людьми.
О том, как усложняется решение простой проблемы.

## Сюжет
Мультфильм про Ивана, который сидел в закрытом снаружи сундуке, а ключ от замка был у него в сундуке. Иван смотрел в маленькую дырочку, на то что происходит снаружи. Разные животные пытались открыть сундук, но у них ничего не получалось. Потом к сундуку подошёл «сам автор этих строк» и спросил Ивана: «Каким путём причём с ключом забрался ты в сундук? Неужто через дырочку, неужто через щёлочку и в странное отверстие ты с ключиком пролез?» И тут ужасно в сундуке Иван захохотал и встал на ноги. Оказалось, что у сундука не было дна.

## Съёмочная группа
| автор сценария         | Юрий Коваль |
| режиссёр               | Юлиан Калишер |
| художники-постановщики | Людмила Танасенко, Елена Зеленина                                                                                      |
| оператор               | Константин Инешин |
| композитор             | Владимир Назаров |
| над фильмом работали:  | Сергей Кель, Ольга Дегтярёва, Фазиль Гасанов, О. Лопатникова, Светлана Симухина, Валерия Медведовская, Игорь Гелашвили |
| голос                  | пел, мычал и хохотал артист Алексей Птицын                                                                             |

(Съёмочная группа приведена по титрам мультфильма)

## Дополнительные факты
- Мультфильм стал второй экранизацией стихотворения Юрия Коваля «Сундук»: в 1982 году Вахид Талыбов снял по нему свой дипломный мультфильм «Тайна сундука».[значимость факта?] Песню в нём исполнил Олег Анофриев.[значимость факта?]
- Мультфильм стал также вторым опытом сотрудничества Калишера и Коваля: ранее в 1985 году по песне Коваля был снят мультфильм «Песня о летучих мышах».[значимость факта?]
- В тексте стихотворения "Сундук" отсутствует строка "Сундуковеды разных стран собрались на совет...". Судя по всему, она дописана специально для мультфильма.